# Světskost
Výraz světský (též profánní) označuje něco pozemského (v protikladu k posvátnému, sakrálnímu, církevnímu).
V užším slova smyslu označuje někoho, kdo zůstává před chrámem, aniž by do něho vstoupil. Širším významem tohoto slova pak rozumíme věci všední, které jsou opakem věcí posvátných.
Za světské označujeme například panovníky (mají světskou moc, nikoliv moc duchovní, církevní), stavby (budovy nemající náboženský účel, např. obytný dům, palác, zámek v protikladu k synagoze, kostelu, mešitě), svatby (označení pro občanský sňatek v protikladu k církevnímu), hudbu (světská hudba v protikladu k hudbě církevní, duchovní).
Podle Slovníku spisovného jazyka českého znamená přídavné jméno světský jednak „týkající se života na světě, v lidské společnosti; pozemský“ (světské radosti, světské rozkoše), jednak „nemající náboženský nebo duchovní, církevní ráz, charakter; laický“ (světské skladby, světské písně, ... „Hus chce podvracet nejen církevní, nýbrž i světský řád“). Dříve užíváno i k vyjádření tzv. velkého světa (světácký, např. „Nasadil světácký výraz a loudavě vykročil uličkou...“, „Vím, vím, vím, jak jsi světácký, ty Don Juany dávno znám...“) a tzv. vysoké společnosti („světštěji si vedou“ = žijí panštěji).

Viz též Středověká literatura: „K náboženským a duchovním textům patřily legendy, kázání a modlitby, světskou historiografickou literaturu reprezentují kroniky a letopisy, pro středověkou světskou epiku byl typický epos a postupně se rozvíjely i další prozaické žánry, fabliaux, novely, rytířské romány a další.“